# کیر رویال
کیر رویال نوعی کوکتل فرانسوی است. کیر رویال برخلاف کیر سنتی از کرم دو کاسیس و شامپاین تهیه می‌شود. این نوشیدنی معمولاً در جام شامپاین سرو می‌شود.